# Pi Phoenicis
Pi Phoenicis är en orange jätte i stjärnbilden Fenix. 
Stjärnan har visuell magnitud +5,13 och är synlig för blotta ögat vid normal seeing. Den befinner sig på ett avstånd av ungefär 285 ljusår.